# Oddworld : L'Odyssée de Munch
Oddworld : Munch's Oddysee est un jeu vidéo sorti le 15 novembre 2001 aux États-Unis, le 22 février 2002 au Japon et le 14 mars 2002 en Europe. Toujours développé par Oddworld Inhabitants, et cette fois édité par Microsoft Games, le jeu faisait partie du line-up de la Xbox et est donc sorti en même temps. Une version, développée par THQ et éditée par Nintendo est sortie le 24 octobre 2003 sur Game Boy Advance, sous le même nom. Le jeu devait également sortir sur PlayStation 2, mais a été annulé. Cependant, un pack contenant les deux premiers jeux Oddworld sortis sur PlayStation et PC, ainsi qu'une version pour PC des jeux Munch's Oddysee et La Fureur de l'étranger est sorti en 2010 et est disponible via la plate-forme de téléchargement Steam.
Munch's Oddysee est le 3e jeu de la pentalogie Oddworld, précédé par l'Odyssée, puis l'Exode d'Abe. Il marque une rupture dans la série en étant le premier jeu de la série en 3D, les deux premiers étant en 2D. Cependant, il s'agit toujours d'un jeu de plates-formes, avec de nombreuses différences par rapport à l'Exode d'Abe, différences dues surtout au passage à la 3D et au nouveau personnage qui assiste Abe dans sa quête : Munch.
Le jeu est centré sur les aventures d'Abe et de Munch. Abe vit toujours avec les Mudokons libres, mais se doit de libérer les esclaves toujours détenus dans les diverses industries d'Oddworld. Munch, nouveau personnage, d'une espèce apparue dans ce jeu : les Gabbits. Munch en est le dernier représentant, mais a été capturé par les Vykkers. Il leur échappe et rencontre Abe, qui va l'aider à ravir aux Vykkers les boîtes de Gabbiar (œufs de Gabbits, analogues au caviar) et les œufs étudiés en laboratoire, afin de faire renaître la race des Gabbits.
Le gameplay est, comme les autres jeux, basé sur le système A.L.I.V.E. (Aware Lifeforms In Virtual Entertainment), toujours axé sur une intelligence artificielle destinée à des interactions réalistes entre les différentes créatures de l'univers du jeu. Le Gamespeak existe également toujours, adapté pour la manette de Xbox, et utilisé majoritairement pour Abe et Munch.

## Système de jeu

### Généralités
Munch's Oddysee est un jeu de plates-formes en 3D, avec plusieurs niveaux.
Il est possible de marcher, soit normalement, soit discrètement, de courir, de sauter, de se hisser sur une plate-forme, d'activer des mécanismes, ainsi que quelques actions spécifiques au personnage utilisé, comme le fait de pouvoir prendre des Mudokons, des Sligs ou Munch pour Abe, ou de monter dans un fauteuil roulant pour Munch. De nouvelles actions sont disponibles, comme une capacité de frapper plus efficace pour Abe.
Cependant, de nombreuses actions présentes dans les anciens jeux ont été retirées, comme la faculté de se rouler en boule pour Abe. Munch est capable de nager, ce qui permet de créer des niveaux aquatiques.
Contrairement aux précédentes versions, les personnages disposent de points de vie, symbolisés par une auréole d'oiseaux, au diamètre plus ou moins grand selon le niveau de santé du personnage. Lorsque le cercle d'oiseaux est détruit, le personnage meurt.
Le système de sauvegarde est le même que celui de l'Exode d'Abe, avec un système de Quicksave (sauvegarde non enregistrée sur le disque dur et gardée pour la durée du niveau en tant que point de résurrection) couplé à une sauvegarde classique.

### Particularités
Comme dans les préquelles, il n y a pas d'indication directement sur l'écran de jeu. Les informations didacticielles sont transmises par des pictogrammes ou des mécanismes à activer.
Abe doit également ramasser des graines, « Spooce » en anglais, permettant diverses choses, comme d'activer des mécanismes en en dépensant un certain nombre, ou de créer une boule d'envoûtement (le principe est expliqué dans la partie Envoûtement).
Ces Spooces sont stockés dès qu'Abe passe dessus et rétrécissent. Pour voir le nombre de Spooces qu'Abe a en sa possession, il suffit d'activer la commande permettant de voir le niveau de vie restant. Le nombre de Spooces est situé au-dessus. Les Spooces peuvent être réactivés. Pour cela, Abe doit faire une incantation devant un Spooce dégonflé pour le recréer tel quel avant d'être ramassé. Il peut donc à nouveau le prendre.
Abe peut désormais saisir un Mudokon ou un Slig par derrière. Cette fonction lui permet, dans le cas des Mudokons, de leur faire franchir un obstacle que seul un saut permet d'éviter, comme un précipice. Pour un Slig, cela lui permet de le jeter dans le vide, ou dans un piège. Pour attraper un Slig, Abe doit cependant avancer discrètement pour éviter d'être repéré.
Munch est capable quant à lui d'activer des systèmes en y pratiquant une décharge électrique au moyen de son sonar. Il peut par exemple, sur une borne prévue à cet effet, réaliser une décharge pour s'emparer d'une machine, comme un Snoozer (robot quadrupode armé d'une mitrailleuse et d'un rayon électrique) ou une grue. La décharge électrique lui permet également d'ouvrir la cage d'un Fuzzle.

#### Moteur A.L.I.V.E. et Gamespeak
Le moteur de jeu A.L.I.V.E., déjà présent dans les préquelles, développé par Oddworld Inhabitants, revient avec peu de nouveautés notables.
Le principe de la bière SoulStorm usité dans l'Exode d'Abe est réutilisé dans le jeu. De nombreux distributeurs sont à disposition, proposant des bonus variés. Ainsi, le Bounce permet à Abe de sauter beaucoup plus haut et donc d'atteindre des endroits normalement inaccessibles. L'Aquabounce joue le même rôle pour Munch, lui permettant de sauter très haut lorsqu'il est dans l'eau.
Le Gamespeak garde la même fonction et de nouveaux ordres font leur apparition. Abe peut donc désormais demander aux Mudokons de se battre pour lui, et Munch peut faire de même avec les Fuzzles.

#### Envoûtement
Le système d'envoûtement est complètement différent de celui des préquelles. Le passage à la 3D a nécessité une révision du système. Les suppresseurs d'incantation existent toujours. Le seul moyen d'envoûter est de créer une boûle d'envoûtement, nécessitant du « Spooce » pour être créée. Plus Abe dépense de Spooce pour la créer, plus la boule est grosse et durera longtemps. Une fois terminée, le joueur contrôle la boule, qu'il doit diriger vers l'ennemi à envoûter pour le contrôler. Le principe est à partir de là identique à celui des préquelles.

#### But du jeu
Le but du jeu est de traverser tous les niveaux du jeu. Cependant, il y a également un triple objectif. Abe doit en effet sauver tous ses compatriotes Mudokons retenus en esclavage, tandis que Munch doit délivrer les Fuzzles retenus prisonniers par les Vykkers. Les deux personnages doivent également récupérer les échantillons de Gabbiar, œufs de Gabbits, dans l'optique de repeupler les océans de Gabbits, l'espèce ayant été massacrée, à l'exception de Munch.
Le système de portails à oiseaux existe toujours, avec une petite évolution : le sauvetage de Fuzzles ou de Mudokons octroie des graines de Spoce en échange, dont le nombre reçu est proportionnel au nombre de Mudokons ou de Fuzzles secourus.

### Interactions avec alliés, ennemis et faune

#### Alliés
Les alliés d'Abe sont toujours les Mudokons. La présence des Mudokons libres est cependant beaucoup plus marquée que dans les préquelles. Plusieurs catégories de « natifs » Mudokons existent, du shaman au guerrier, en passant par l'archer. Chacun est capable de réaliser un certain type d'action dont Abe doit se servir pour avancer.
Les Mudokons peuvent réaliser des incantations dans des cercles tracés au sol et prévus à cet effet. Abe étant incapable de s'en servir, il ne peut activer les mécanismes qu'ils verrouillent sans l'aide d'un Mudokon. Des lieux magiques existent, nécessitant du Spooce pour fonctionner. L'un d'eux permet par exemple, moyennant un certain nombre de graines de Spooce, de ressusciter un Mudokon qui aurait été malencontreusement tué. Un autre permet, moyennant toujours du Spooce, de transformer un Mudokon en archer ou en guerrier équipé d'un Tomahawk. Ces Mudokons, mieux équipés, se battent mieux. En effet, une nouvelle option du Gamespeak permet à Abe d'ordonner aux Mudokons de se battre.
Les alliés de Munch sont les Fuzzles, de petites créatures poilues voraces. S'il les sort de leur cage, les Fuzzles le suivront et obéiront à ses ordres. La spécialité des Fuzzles reste néanmoins le combat, leur petite taille et leur supériorité numérique leur permettant de venir rapidement à bout d'un ennemi.

#### Ennemis
Les ennemis des deux héros sont les industriels. Plusieurs Glukkons dirigent les diverses entreprises du jeu. En plus des Sligs et des Slogs, de nouvelles créatures apparaissent. Le Big Bro Slig par exemple, qui est un Slig de très grande taille, possédant une importante masse musculaire et un armement très puissant. Les Vykkers sont également accompagnés par les Internes, qui sont aux Vykkers ce que les Sligs sont aux Glukkons. Chaque ennemi possède plusieurs formes, dont certaines dans un équipement supérieur et une armure. Par exemple, les Sligs existent en 6 sortes :
- Les Sligs désarmés, les plus faibles.
- Les Sligs « videurs », armés d'un bâton pour se défendre.
- Les Sligs communs, armés d'un fusil.

Chacun de ces trois types existe vêtu d'une armure, les rendant plus résistants. Ils restent armés de la même façon.
Les Internes possèdent également 6 formes, dont 3 en armure. Les Big Bro Sligs en possèdent deux, dont une en armure supérieure. Les Vykkers disposent de 6 formes, identiques à celles des Internes.

#### Faune
Les Scrabs et les Paramites sont encore présents. Certaines séquences de jeu mettent en scène Munch dans son fauteuil roulant poursuivi par un troupeau de Scrabs ou de Paramites. Une nouvelle espèce apparait : le Meep. Ces créatures unipodes et cyclopes ressemblent à des moutons.

## Trame

### Univers
L'aventure se déroule encore une fois sur la planète Oddworld, gigantesque monde abritant une multitude d'êtres vivants de toute sorte.

Le choc des civilisations, à la base des deux préquelles, est toujours au centre de l'histoire. La civilisation de la nature, représentée par les Mudokons, les Fuzzles et les Gabbits, affronte la civilisation industrielle, dominée par les Glukkons, les Vykkers et leurs serviteurs respectifs.
Les lieux de l'action sont en majeure partie situés dans le Nord du continent de Mudos.
Encore une fois, le chemin à parcourir par les deux héros se situe entre les deux civilisations et passe par chacune d'elles.
On en sait un peu plus sur la géographie d'Oddworld, notamment qu'un vaste océan s'y trouve, peuplé notamment par les Gabbits. Près d'une des côtes se trouvent les laboratoires Vykkers, où travaillent les créatures éponymes. Ces laboratoires sont spécialisés dans les pharmaceutiques et font partie de la civilisation industrielle. Il y a également l'usine de Splinterz, possédée par les Glukkons et dédiée entièrement à la fabrication de cure-dents. L'une des plus grandes usines est Magog Motors, où sont assemblés tous les véhicules utilisés par les industriels. L'aventure se poursuit à Flub Fuel, gigantesque raffinerie produisant de l'essence.
Le lieu de vie des Mudokons libres est situé près de ces laboratoires, qui sont situés dans un grand vaisseau.
L'humour est toujours aussi présent et intervient souvent dans les faits de l'histoire.

### Personnages

#### Abe
Abe est toujours responsable du sort des Mudokons. Il doit délivrer tous les esclaves retenus par les industriels.

#### Munch
Munch, le nouveau héros, est un Gabbit, le dernier de son espèce. Il cherche à récupérer toutes les boîtes de Gabbiar afin de faire renaître les siens. Il doit également sauver ses alliés les Fuzzles, retenus eux aussi par les Vykkers sur lesquels ils pratiquent des expériences. Les Vykkers ont greffé un sonar à Munch, ce qui lui permet d'émettre un rayon électrique destiné à plusieurs usages.

#### Lulu
Lulu est un jeune Glukkon, riche mais peu doué en affaires par rapport aux autres magnats de la finance que sont les siens. Il sera une cible privilégiée d'Abe et de Munch qui l'utiliseront souvent (après l'avoir envoûté) pour infiltrer le système Glukkon de l'intérieur et le démanteler.

#### Le Raisin Mythique
Cet être ancien, sage et vénéré est l'un des plus vieux êtres vivants sur Oddworld. Il vivait sur la planète avant l'arrivée de l'industrie, et possède de puissants pouvoirs divinatoires.

### Scénario
Munch's Oddysee commence avec Abe, qui a rencontré, en compagnie de quelques Mudokons le Raisin Mythique, un être sage et ancien, qui a connu Oddworld avant l'arrivée de l'industrie et avant l'apparition de nombreuses espèces. Cette créature possède des pouvoirs de prophétie, et révèle à Abe qu'un Gabbit aura besoin de lui pour sauver la nature encore une fois en danger. Abe doit pénétrer dans un territoire Glukkon. Il force le passage et y arrive. Pendant ce temps, Munch a faussé compagnie aux Vykkers qui l'avaient capturé pour l'utiliser comme cobaye. Il rencontre Abe à la sortie du vaisseau Vykker et tombe avec lui à la surface.
Le Mudokon et le Gabbit doivent désormais faire équipe pour sauver les autres Mudokons et les Fuzzles, capturés par les Glukkons et les Vykkers. Ils doivent également récupérer une boîte de Gabbiar, mis en vente aux enchères.

#### Fins alternatives
Si Abe et Munch effectuent un bon karma en sauvant les Mudokons et les Fuzzles, la fin heureuse conclut l'histoire. Après avoir mis les Mudokons et les Fuzzles sauvés à l'abri, Abe et Munch partent à la recherche de Lulu. Abe l'envoûte et lui fait acheter la boîte de Gabbiar à 3 millions de Moolahs, le mettant dans la faillite. Les Fuzzles ont mis en place un bon nombre de dynamites, provoquant une explosion et causant la destruction des laboratoires Vykkers.
En revanche, dans le cas contraire, si Abe et Munch effectuent un mauvais karma, la triste fin est révélée. Abe et Munch se retrouvent coincés dans une pièce, avec des Fuzzles maltraités par les Vykkers qui décident de les punir pour se venger. Abe meurt décapité, sa tête accroché à un mur tandis que Munch subit une opération chirurgicale pour une greffe des poumons, le tuant sur le coup.

## Version Game Boy Advance
Une version du jeu, en 3D isométrique, est sortie le 24 octobre 2003 sur Game Boy Advance, développée par Art Co. Ltd et éditée par THQ. Le concept reste le même que dans la version Xbox, dont les principaux éléments sont repris. Le système A.L.I.V.E. y est exploité.

L'aventure et le scénario sont cependant quelque peu différents, et l'aventure semble plus courte que celle de la version Xbox.
Les niveaux ne portent pas les mêmes noms. De plus, un système de mots de passe permet de commencer directement au niveau souhaité. Le Gamespeak a été adapté au nombre moindre de boutons de la Game Boy Advance, et largement simplifié à quelques instructions. Ainsi, il n'est pas nécessaire pour Abe de dire « Suis-moi ! » à un ou plusieurs Mudokons, ces derniers le faisant dès qu'il les a salués.

#### Médias
- [image] Carte du continent de Mudos sur Oddworld
- [vidéo] [flash] Cinématique de fin heureuse sur Youtube (en)
- [vidéo] [flash] Cinématique de fin triste sur Youtube (en)
- [patch] Le patch FR pour la version Steam sur PC

#### Sites officiels et d'information
- (en) Site officiel